# Muscaphis escherichi
Muscaphis escherichi är en insektsart. Muscaphis escherichi ingår i släktet Muscaphis och familjen långrörsbladlöss.

## Underarter
Arten delas in i följande underarter:
- M. e. drepanosiphoides
- M. e. escherichi
- M. e. irae